# Chrysocolaptes
Chrysocolaptes és un gènere d'ocells de la família dels pícids (Picidae).

## Llista d'espècies
Segons la Classificació del Congrés Ornitològic Internacional (versió 14.2, 2024) aquest gènere està format per 10 espècies:
- picot sultà cap-roig (Chrysocolaptes erythrocephalus)
- picot dorsiblanc (Chrysocolaptes festivus)
- picot sultà gros (Chrysocolaptes guttacristatus)
- picot sultà de Luzon (Chrysocolaptes haematribon)
- picot sultà de Mindanao (Chrysocolaptes lucidus)
- picot sultà de Sri Lanka (Chrysocolaptes stricklandi)
- picot sultà malabar (Chrysocolaptes socialis)
- picot sultà de Java (Chrysocolaptes strictus)
- picot rovellat (Chrysocolaptes validus)
- picot sultà caragroc (Chrysocolaptes xanthocephalus)